# Johann Houschka
Johann Hans Houschka (også stavet som Houska eller Houchka, født 21. oktober 1914, død 27. maj 1983) var en østrigsk håndboldspiller, som blandt andet deltog i OL 1936.
Han var en del af det østrigske håndboldlandshold, som vandt sølvmedalje. Han spillede i to kampe.